# Калиновка (Навлинский район)
Калиновка — упразднённая в 1964 году деревня Бяковского сельсовета Брасовского сельского района в Брянской области РСФСР СССР. Включена в состав села Бяково. На 2021 год — улица Калиновская села Бяково Бяковского сельского поселения Навлинского района.

## География
Расположена на востоке региона, на реке Калиновка (бассейн Десны), примыкая к северо-восточной окраине села Бяково.

## История
Отмечена Калиновка на трёхверстной военно-топографической карты 1868 года, на карте РККА N-36 1941 года.
До 1963 года входила в состав Навлинского района. На момент упразднения относилась к Брасовскому району.
Решением Брянского сельского облисполкома от 8 сентября 1964 года с. Бяково и д. Калиновка Бяковского сельсовета Брасовского сельского района объединены в один населённый пункт — село Бяково (ГАБО. Ф.Р-6. Оп.4. Д.601. Л.158-170).
В 1965 году Навлинский район был восстановлен, территория упразднённой деревни стала относиться к Навлинскому району.

## Инфраструктура
Развито сельское хозяйство.

## Транспорт
Просёлочные дороги. Одна ведёт к центру поселения — селу Бяково и далее к федеральной трассе М-3 «Украина».